# James MacCullagh
James MacCullagh (Landahaussy, 1809 — Dublin, 24 de outubro de 1847) foi um matemático irlandês.
Nascido em Landahaussy, próximo a Plumbridge, Condado de Tyrone, Irlanda, a família mudou-se para Curly Hill, Strabane, quando James tinha uns 10 anos de idade.
Foi membro do Trinity College, Dublin e contemporâneo de William Rowan Hamilton. Embora tenha se dedicado principalmente à óptica, é também lembrado por seu trabalho em geometria. Sua obra mais significativa em óptica foi publicada na segunda metade da década de 1830; sua obra mais significativa em geometria, On surfaces of the second order, foi publicada em 1843.
Em Passages from the Life of a Philosopher, Charles Babbage escreveu que MacCullagh foi "um excelente amigo meu" e discutiu com ele os benefícios e desvantagens do engenho analítico.